# Дрангово (Пловдивська область)
Дра́нгово (болг. Дрангово) — село в Пловдивській області Болгарії. Входить до складу общини Брезово.

## Населення
За даними перепису населення 2011 року у селі проживали 373 особи.
Національний склад населення села:
| Національність   | Кількість осіб | Відсоток |
| ---------------- | -------------- | -------- |
| болгари          | 285            | 80,1%    |
| цигани           | 70             | 19,7%    |
| турки            | 0              | 0%       |
| Всього відповіли | 356            |          |

Розподіл населення за віком у 2011 році:
Динаміка населення: